# Corredil
Un corredil es una herramienta arcaica para el trazado con tiza u otros materiales. Consiste en una madera con forma de letra "T", utilizada históricamente para garantizar que los cimientos de un edificio estuvieran rectos colocando una cuerda como marcador. Hoy en día es obsoleto y poco conocido, salvo su uso en algunas ceremonias masónicas .
El corredil posee forma de letra "T" y está compuesto por dos piezas de madera horizontales en la parte superior y de una estaca en su parte inferior. Entre las piezas horizontales se encuentra enrollado un largo trozo de cuerda que conecta a una punta en donde se utilizaba un elemento de marcado, por ejemplo una tiza o piedra de arcilla.
Para utilizarlo, el artesano usaba la parte inferior en forma de estaca para fijarlo a un punto y luego desenrollaba el hilo de su base a fin de utilizarlo para trazar rectas o círculos con los que podía lograr representarse diversas figuras geométricas y con lo que lograba erigir las dimensiones de la estructura que se estaba construyendo. Como se ha mencionado, el hecho de anclar su base permitía también generar Círculos y obviamente curvas y arcos de todo tipo.